# Andy Kerbrat
Pour les articles homonymes, voir Kerbrat.
Andy Kerbrat, né le 1er octobre 1990 à Toulouse (Haute-Garonne), est un homme politique français,.
Membre de La France insoumise depuis 2016 et de Pour une écologie populaire et sociale (PEPS), il est élu député de la 2e circonscription de la Loire-Atlantique en 2022 et réélu dès le premier tour lors des élections anticipées de 2024.
En octobre 2024, il provoque un scandale après avoir acheté de la drogue à un mineur en utilisant ses frais de député. 

## Biographie

### Parcours professionnel
Andy Kerbrat naît en 1990 à Toulouse d'une mère experte en assurances et d'un père enseignant. 
Il grandit à Nantes, sa famille étant originaire de Bretagne. 
Après avoir obtenu le baccalauréat art dramatique, il devient étudiant en fac d'histoire, mais abandonne ses études et enchaîne différents CDD, notamment en tant qu'ouvreur dans un théâtre et chargé d’assistance automobile, avant de devenir salarié dans un centre d'appels téléphoniques.

### Parcours politique

#### Militant LGBT et syndical
Lui-même homosexuel revendiqué depuis l'âge de quinze ans en 2006, Andy Kerbrat est un militant LGBT,. Franc-Tireur critique des incohérences dans les engagements d'Andy Kerbrat, l'accusant d'ambiguïté vis-à-vis du Hamas palestinien et d’être silencieux sur les victimes ukrainiennes tandis qu'il dénonce les persécutions subies par les LGBT en Russie.
En 2014, alors qu'il vient de prendre un poste dans un centre d'appel, il se syndique à la CGT après plusieurs accidents du travail ayant touché divers salariés, estimant que la direction nie des faits de perte d'audition. Il siège au CHSCT de son entreprise entre 2015 et 2019,.
En 2016, il se rapproche des idées de Jean-Luc Mélenchon et adhère à La France insoumise. Il se décrit lui-même comme un « petit militant de base, à courir partout, en porte-à-porte ». Il est aussi militant de l'organisation Pour une écologie populaire et sociale (PEPS),[source secondaire souhaitée].
Il s'implique dans différentes campagnes. Pour les élections municipales de 2020 à Nantes, il est  12e sur la liste Nantes en commun, qui vise à  mutualiser les actions sur la métropole de Nantes, un collectif soutenu par LFI. Et aux élections régionales de 2021 dans les Pays de la Loire, il est candidat au sein de l'alliance rouge-verte entre LFI et EELV, portée par le député Matthieu Orphelin. Il est 15e sur la liste, et il n'est pas élu.

#### Député de laXVIelégislature
Il est candidat de La France insoumise et de la Nouvelle Union populaire écologique et sociale dans la 2e circonscription de la Loire-Atlantique aux élections législatives de 2022.
Lors du début de la campagne officielle des élections législatives, le 30 mai, il est victime d'intimidations, de menaces et d'insultes homophobes : huit tags sont apposés sur les murs dans son quartier à Nantes et son interphone est dégradé. Un tag énonce : « Kerbrat, on sait où tu habites », et, devant son domicile, un autre indique : « Kerbrat va te pendre ». Il reçoit immédiatement le soutien de la maire de la ville, Johanna Rolland, et des deux députés européens Manuel Bompard et Leïla Chaibi, mais aussi, via les réseaux sociaux, le soutien de ses adversaires politiques. Le candidat annonce déposer plainte, et évoque un contexte de violences politiques dans la ville, en évoquant des drapeaux arrachés du centre LGBTQI+, ou les marches des fiertés souillées, et encore des tags nazis au sein de Nantes Université,.
Au 1er tour de l'élection, le candidat de l'union de la gauche et des écologistes arrive en tête avec 46,62 % des suffrages exprimés, contre 28,44% pour la députée sortante Valérie Oppelt (Renaissance). Au second tour de l'élection, le 19 juin, Andy Kerbrat est élu député de la deuxième circonscription de la Loire-Atlantique avec 24 550 voix (55,34 %) contre 19 809 voix (44,66 %) pour la députée sortante.
Le 24 février 2024, Andy Kerbrat révèle sur X (anciennement Twitter) avoir été « abusé de ses 3 à 4 ans par un prédateur, mort depuis donc sans possibilité d’avoir justice », terminant sa publication par le mot-clé #MeToogarcons initié par l'acteur français Aurélien Wiik.
En tant qu'élu il a placé selon Paris Match l’amélioration des conditions de travail, le retour de la retraite à 60 ans et la revalorisation du Smic et les droits LGBT au cœur de ses engagements.

#### Député de laXVIIelégislature
Aux élections législatives de 2024, Andy Kerbrat est réélu dès le premier tour dans la deuxième circonscription de la Loire-Atlantique avec 52,70% des suffrages, face à Valérie Oppelt candidate d'Ensemble pour la République comme en 2022.

## Affaire judiciaire
Andy Kerbrat est interpellé le 17 octobre 2024 par les forces de l'ordre dans le 18e arrondissement de Paris alors qu'il achète des produits stupéfiants à un mineur, 1,35 gramme de 3-MMC, « une drogue de synthèse en vogue dans les milieux festifs de la capitale » et souvent associée au chemsex. L'élu, ayant reconnu immédiatement les faits, est à l'issue de sa garde à vue convoqué pour notification d'une ordonnance pénale. Il reconnaît sa consommation de drogue « face à des problèmes personnels et des fragilités psychologiques » et annonce qu’il « se battra contre son addiction ». Il affirme qu'il va « suivre un protocole de soins » pour reprendre son activité parlementaire.  
Selon Mediapart, l’élu insoumis a financé sa consommation de drogue avec ses frais de député,, soit un détournement de près de 25 000 euros d'argent public. Andy Kerbrat reconnaît avoir « fait n'importe quoi » avec son indemnité de frais de député et affirme avoir remboursé les dépenses interdites en se basant sur un calcul qui aurait été réalisé par son comptable,. Dès cette révélation, il se place en arrêt maladie pour soigner son addiction, confie une délégation de vote permanente à Ségolène Amiot et ne reparaît plus à l'Assemblée,. Le ministre de l'Intérieur Bruno Retailleau et la droite nantaise appellent à sa démission,.
Dans son rapport annuel, rendu public en avril 2025, le déontologue de l'Assemblée nationale indique que le député a remboursé 95 % de la somme due. Les 5 % restants sont remboursés début 2025 selon les informations de Mediapart. Le fait divers est l'occasion pour la presse de rappeler les engagements de l'élu insoumis en faveur d'une meilleure lutte contre les drogues. Pour ces faits, le 7 mai 2025, le bureau de l'Assemblée propose de l'exclure 15 jours de l'hémicycle. Cette sanction, la plus élevée de l'arsenal parlementaire, est adoptée le même jour par un vote des députés.
Après plusieurs mois d’absence, il fait son retour à l’Assemblée le 24 juin 2025.

## Synthèse des résultats électoraux

### Élections législatives
| Année | Parti | Parti | Circonscription           | 1er tour | 1er tour | 2d tour | 2d tour | Issue |
| Année | Parti | Parti | Circonscription           | %        | Rang     | %       | Rang    | Issue |
| ----- | ----- | ----- | ------------------------- | -------- | -------- | ------- | ------- | ----- |
| 2022  |       | LFI   | 2e de la Loire-Atlantique | 46,62    | 1er      | 55,34   | 1er     | Élu   |
| 2024  | 51,67 | LFI   | 2e de la Loire-Atlantique | 1er      |          |         |         | Élu   |